# (34228) 2000 QF90
2000 QF90 (asteroide 34228) é um asteroide da cintura principal. Possui uma excentricidade de 0.20302960 e uma inclinação de 9.85591º.
Este asteroide foi descoberto no dia 25 de agosto de 2000 por LINEAR em Socorro.